# Liptovská Lúžna
Liptovská Lúžna (in ungherese Lúzsna) è un comune della Slovacchia facente parte del distretto di Ružomberok, nella regione di Žilina.